# Brissopsis columbaris
Brissopsis columbaris is een zee-egel uit de familie Brissidae.
De wetenschappelijke naam van de soort werd in 1898 gepubliceerd door Alexander Agassiz.